# Internationale Sprintermeisterschaft von Berlin

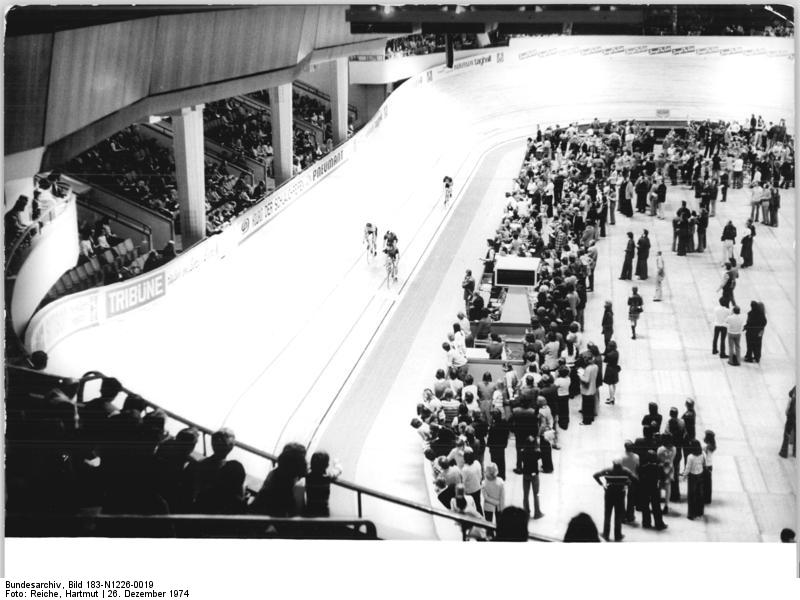
Radrennbahn in der Werner-Seelenbinder-Halle von Berlin

Die Internationale Sprintermeisterschaft von Berlin war eine Radsportveranstaltung in der DDR, die von 1953 bis 1989 ausgetragen wurde. Es war ein Wettbewerb im Bahnradsport, der als Turnier im Sprint für Amateure auf der Radrennbahn in der Werner-Seelenbinder-Halle von Berlin stattfand.

## Geschichte
Die Geschichte der Internationalen Sprintermeisterschaft von Berlin begann 1953. Die Premiere des Rennens fand bei der ersten Austragung unter dem Namen „Großer Preis von Berlin“ statt. 1962 wurde die Meisterschaft an zwei Tagen ausgetragen, da insgesamt 48 Läufe zu absolvieren waren. 1967 und 1968 wurde die Meisterschaft nicht ausgetragen, weil ein neuer Belag für die Radrennbahn eingebaut wurde und in beiden Jahren keine Winterbahnrennen veranstaltet werden konnten.
In der Regel wurden Vorläufe und Hoffnungsläufe mit drei Fahrern sowie Halbfinals und Finals mit zwei Sprintern gefahren. Kurzzeitig gehörte für die Teilnehmer auch ein Rundenrekordfahren zum Wettbewerb. Am Start der Meisterschaft waren im Lauf der Jahre Olympiasieger wie Daniel Morelon, Anton Tkáč und Lutz Heßlich, Mark Gorski sowie Weltmeister wie Sergio Bianchetto, Omar Pchakadse, Pierre Trentin und Jürgen Geschke und eine Vielzahl nationaler Sprintmeister.

## Palmarès
| Jahr      | Sieger              | Zweiter             | Dritter              |
| --------- | ------------------- | ------------------- | -------------------- |
| 1953      | Karl-Heinz Neie     | Heinz Drescher      | Horst Pötsch         |
| 1954      | Jos De Bakker       | Heinz Drescher      | Werner Malitz        |
| 1955      | Peter Tiefenthaler  | Allan Juel Larsen   | Werner Malitz        |
| 1956      | Jürgen Simon        | Peter Post          | Hans-Peter Vuillemin |
| 1957      | André Gruchet       | Jürgen Simon        | Axel Urbanek         |
| 1958      | Lloyd Binch         | André Gruchet       | Jürgen Simon         |
| 1959      | André Gruchet       | Karl-Heinz Peter    | Klaus Freund         |
| 1960      | Karl-Heinz Peter    | André Gruchet       | Jürgen Simon         |
| 1961      | Valère Frennet      | André Gruchet       | Jürgen Simon         |
| 1962      | Arie de Graaf       | Jacques Suire       | Hans-Jürgen Klunker  |
| 1963      | Hans-Jürgen Klunker | Rainer Marx         | Jürgen Simon         |
| 1964      | Jürgen Geschke      | Hans-Jürgen Klunker | Willi Wiezorek       |
| 1965      | Hans-Jürgen Klunker | Jürgen Geschke      | René Baumann         |
| 1966      | Hans-Jürgen Klunker | Daniel Morelon      | Giordano Turrini     |
| 1967–1968 | nicht ausgetragen   |                     |                      |
| 1969      | Jürgen Geschke      | Werner Otto         | Michael Bäßler       |
| 1970      | Vladimír Vačkář     | Werner Otto         | Jürgen Geschke       |
| 1971      | Jürgen Geschke      | Werner Otto         | Daniel Morelon       |
| 1972      | Jürgen Geschke      | Karl Richter        | Werner Otto          |
| 1973      | Werner Otto         | Peter Eichstädt     | Siegfried Schreiber  |
| 1974      | nicht ausgetragen   |                     |                      |
| 1975      | Siegfried Schreiber | Peter Eichstädt     | Jürgen Geschke       |
| 1976      | Jürgen Geschke      | Siegfried Schreiber | Peter Eichstädt      |
| 1977      | Siegfried Schreiber | Emanuel Raasch      | Christian Drescher   |
| 1978      | Lutz Heßlich        | Christian Drescher  | Gunter Berger        |
| 1979      | Lutz Heßlich        | Christian Drescher  | Ralf-Guido Kuschy    |
| 1980      | Lutz Heßlich        | Emanuel Raasch      | Bodo Kriegs          |
| 1981      | Lutz Heßlich        | Michael Hübner      | Emanuel Raasch       |
| 1982      | Lutz Heßlich        | Michael Hübner      | Christian Drescher   |
| 1983      | Detlef Uibel        | Lutz Heßlich        | Christian Drescher   |
| 1984      | Detlef Uibel        | Christian Drescher  | Bill Huck            |
| 1985      | Maic Malchow        | Andreas Ganske      | Bill Huck            |
| 1986      | Lutz Heßlich        | Ronny Kirchhof      | Michael Schulze      |
| 1987      | Bill Huck           | Mike Krannig        | Andreas Ganske       |
| 1988      | Bill Huck           | Ralf Kuschy         | Michael Schulze      |
| 1989      | Bill Huck           | Heiko Rosen         | Eyk Pokorny          |